# Cardwell (Nuevo Brunswick)
Cardwell es una parroquia canadiense situada en la provincia de Nuevo Brunswick.

## Superficie
Cardwell tiene una superficie de 311,87 km².

## Demografía
En 2021, tenía 1401 habitantes, una densidad poblacional de 4,5 hab./km², y 721 viviendas.